# آرتور گاسارد
آرتور گاسارد (انگلیسی: Arthur Gossard؛ زادهٔ ۱۸ ژوئن ۱۹۳۵) فیزیک‌دان، مهندس، و استاد دانشگاه اهل ایالات متحده آمریکا است.
وی همچنین برندهٔ جوایزی همچون مدال ملی فناوری و نوآوری شده‌است.